# Biseriamminidae
Biseriamminidae es una familia de foraminíferos bentónicos cuyos taxones se han incluido tradicionalmente en la superfamilia Palaeotextularioidea, del suborden Fusulinina y del orden Fusulinida. Su rango cronoestratigráfico abarca desde el Tournaisiense (Carbonífero inferior) hasta el Djulfiense (Pérmico superior).

## Discusión
Clasificaciones más recientes incluyen Biseriamminidae en la superfamilia Biseriamminoidea, del suborden Endothyrina, del orden Endothyrida, de la subclase Fusulinana y de la clase Fusulinata.

## Clasificación
Biseriamminidae incluye a las siguientes subfamilias y géneros:
- Subfamilia Biseriammininae
  - Charliella †, también considerado en la familia Globivalvulinidae
  - Biseriammina †
  - Biseriella †
  - Globispiroplectammina †
  - Globivalvulina †, también considerado en la familia Globivalvulinidae
  - Lipinella †
  - Paraglobivalvulina †, también considerado en la familia Globivalvulinidae
  - Paraglobivalvulinoides †, también considerado en la familia Globivalvulinidae
  - Tenebrosella †, también considerado en la familia Globivalvulinidae
- Subfamilia Dagmaritinae, también considerado en la familia Globivalvulinidae
  - Dagmarita †
  - Paradagmarita †
- Subfamilia Louisettitinae, también considerado en la familia Globivalvulinidae
  - Louisettita †

Otros géneros considerados en Biseriamminidae son:
- Olympina de la subfamilia Biseriammininae, de posición taxonómica incierta
- Parabiseriella de la Subfamilia Biseriammininae
- Urtasella de la subfamilia Biseriammininae, considerado nombre superfluo de Lipinella